# Snovačka pečující
Snovačka pečující (Theridion impressum) je pavouk patřící do čeledi snovačkovití (Theridiidae).

## Popis
Délka těla samice je 3,5–5,5 mm, délka těla samce 2,5–4 mm. Na žlutavé, na světle šedé, někdy i červenavé hřbetní straně zadečku se táhnou dva široké, černé pruhy rozdělené třemi až čtyřmi světlými příčnými proužky do téměř pravoúhlých dílů.

## Výskyt
Snovačka pečující je velmi hojný druh, který se vyskytuje především na prosluněných, otevřených stanovištích.

## Způsob života
Hnízdo snovačky tvoří čepičku, která jako nepravidelná pavučina povléká konce větví a bylin, ve své vrchní části je zhuštěná do kopule. Pod touto kopulí se nachází samotný úkryt pavouka, maskovaný cizorodými částečkami (drobné suché lístky, jehličí), přičemž celý útvar připomíná obrácené ptačí hnízdo.

## Péče o mláďata
Ve svém úkrytu střeží samice zelenavý, nebo modravý kokon. Mláďata samice krmí „z úst do úst“ vydávenou, enzymaticky natrávenou potravou. Tento proces krmení lze na rozdíl od jiných druhů pavouků dobře pozorovat. Později se mláďata živí kořistí, kterou matka uloví a dopraví ji do hnízda. Poslední strava, kterou matka svým mláďatům poskytne, je její vlastní tělo – obětuje se v jejich prospěch a dodá jim před tím, než se osamostatní a rozprchnou do okolí, všechny důležité živiny.